# Mimosa plumifolia
Mimosa plumifolia är en ärtväxtart som beskrevs av Anthonia Kleinhoonte. Mimosa plumifolia ingår i släktet mimosor, och familjen ärtväxter. Inga underarter finns listade i Catalogue of Life.